# Кенесшилы
Кенесшилы (каз. Кеңесшілі) — село в Мактааральском районе Туркестанской области Казахстана. Входит в состав Жамбылского сельского округа. Код КАТО — 514447300.

## Население
В 1999 году население села составляло 2218 человек (1130 мужчин и 1088 женщин). По данным переписи 2009 года, в селе проживал 1371 человек (671 мужчина и 700 женщин).